# Tía tô
Tía tô (danh pháp hai phần: Perilla frutescens var. crispa, đồng nghĩa: Perilla macrostachya, Perilla ocymoides, Perilla urticifolia, Ocimum frutescens) là một trong số khoảng 8 loài cây tía tô thuộc họ Hoa môi (Lamiaceae hay Labiatae) giống như húng. Loài tía tô bản địa mọc trải rộng từ Ấn Độ sang Đông Á gồm Việt Nam.

## Mô tả
Cây thảo, cao 0,5-1m. Lá mọc đối, mép khía răng, mặt dưới tím tía, có khi hai mặt đều tía, nâu hay màu xanh lục có lông nhám. Hoa nhỏ mọc thành xim co ở đầu cành, màu trắng hay tím, mọc đối. Quả bé, hình cầu. Toàn cây có tinh dầu thơm và có lông. Loài tía tô mép lá quăn (Perilla ocymoides L. var. bicolorlaciniata) có giá trị sử dụng cao hơn.  Ngoài ra lá tía tô của Triều Tiên hay Nhật Bản có hai mặt đều xanh, có giá trị cao để xuất, nhập khẩu. Loại này được gọi là perilla frutescens.

## Phân bố
Được trồng phổ biến khắp nơi làm rau gia vị và làm thuốc.

## Bộ phận dùng
Cả cây, trừ rễ, gồm lá (thu hái trước khi cây ra hoa), cành (thu hoạch khi đã hết lá), quả (ở những cây chủ định lấy quả). Phơi trong mát hoặc sấy nhẹ cho khô.

## Thành phần hóa học
Tinh dầu chứa perillaldehyd (4 isopropenyl 1-cyclohexen 7-al), limonen, a-pinen và dihydrocumin. Hạt có dầu béo gồm acid oleic, linoleic và linolenic; amino acid: arginin, histidin, leucin, lysin, valin.

## Các thứ và dạng
- Perilla frutescens thứ auriculato-dentata
- Perilla frutescens thứ crispa (đồng nghĩa: Perilla frutescens thứ nankinensis, Perilla ocymoides thứ crispa).
- Perilla frutescens dạng crispidiscolor
- Perilla frutescens thứ laciniata (đồng nghĩa: Perilla laciniata)
- Perilla frutescens thứ purpurascens (đồng nghĩa: Perilla ocymoides thứ purpurascens)
- Perilla ocimoides dạng citriodora (đồng nghĩa: Perilla citriodora)

## Sử dụng
Lá và hạt tía tô đều được dùng trong ngành ẩm thực của các nước Ấn, Hoa, Hàn và Nhật.
Tại Việt Nam lá tía tô dùng ăn sống cũng như nấu chín ví dụ như trong món canh cà bung. Lá tía tô còn được dùng cuốn chả nướng tương tự như chả lá lốt hay chả xương xông.
Trong y học cổ truyền Trung Quốc, Tía tô (紫蘇) được dùng như một vị thuốc được dùng để tạo hưng phấn, trị cảm, nhức mỏi, ho suyễn. Hạt có chứa tinh dầu có tính nhanh khô (can tính), giúp bảo quản và khử trùng thức ăn.

## Hình ảnh

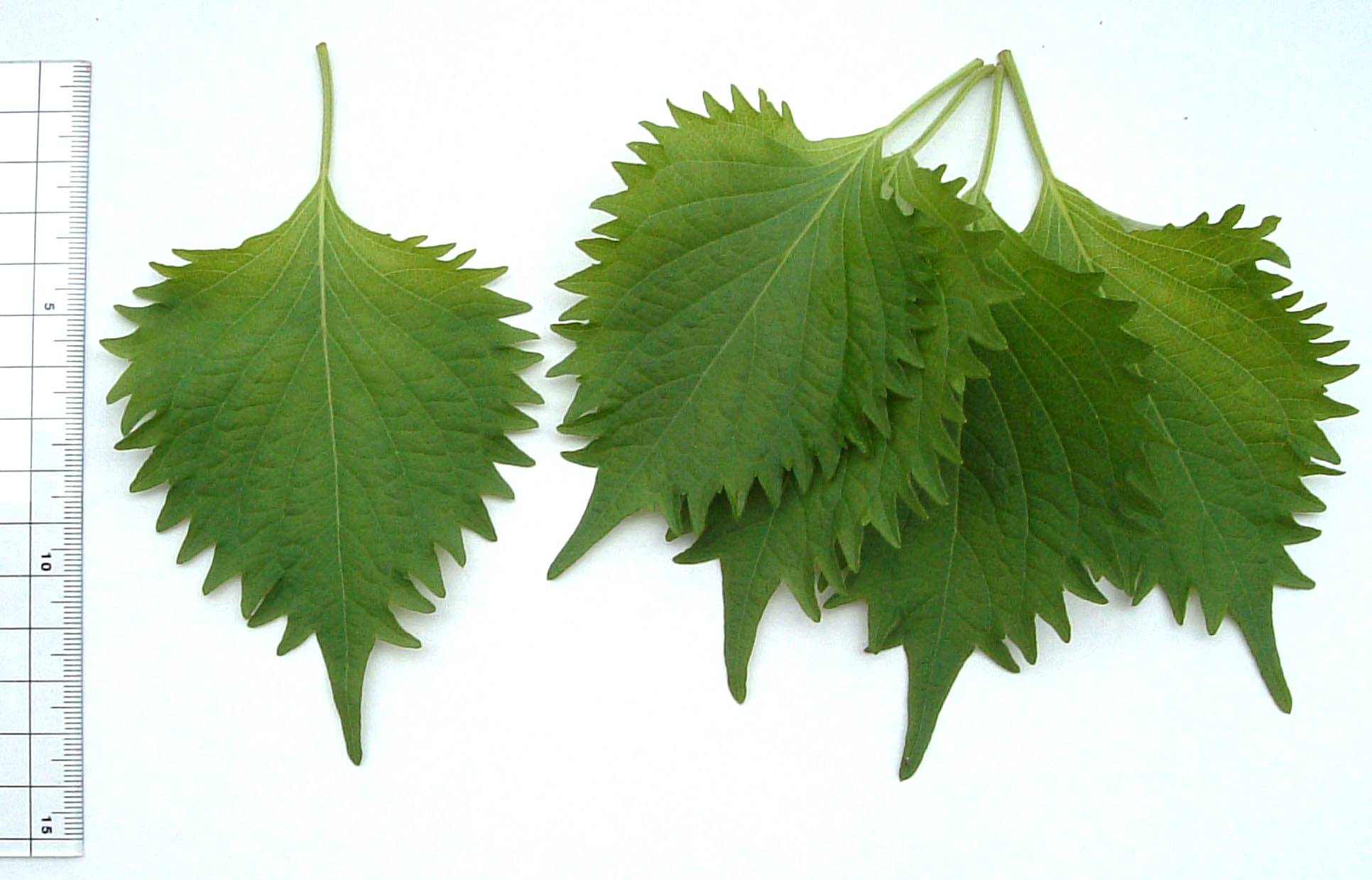
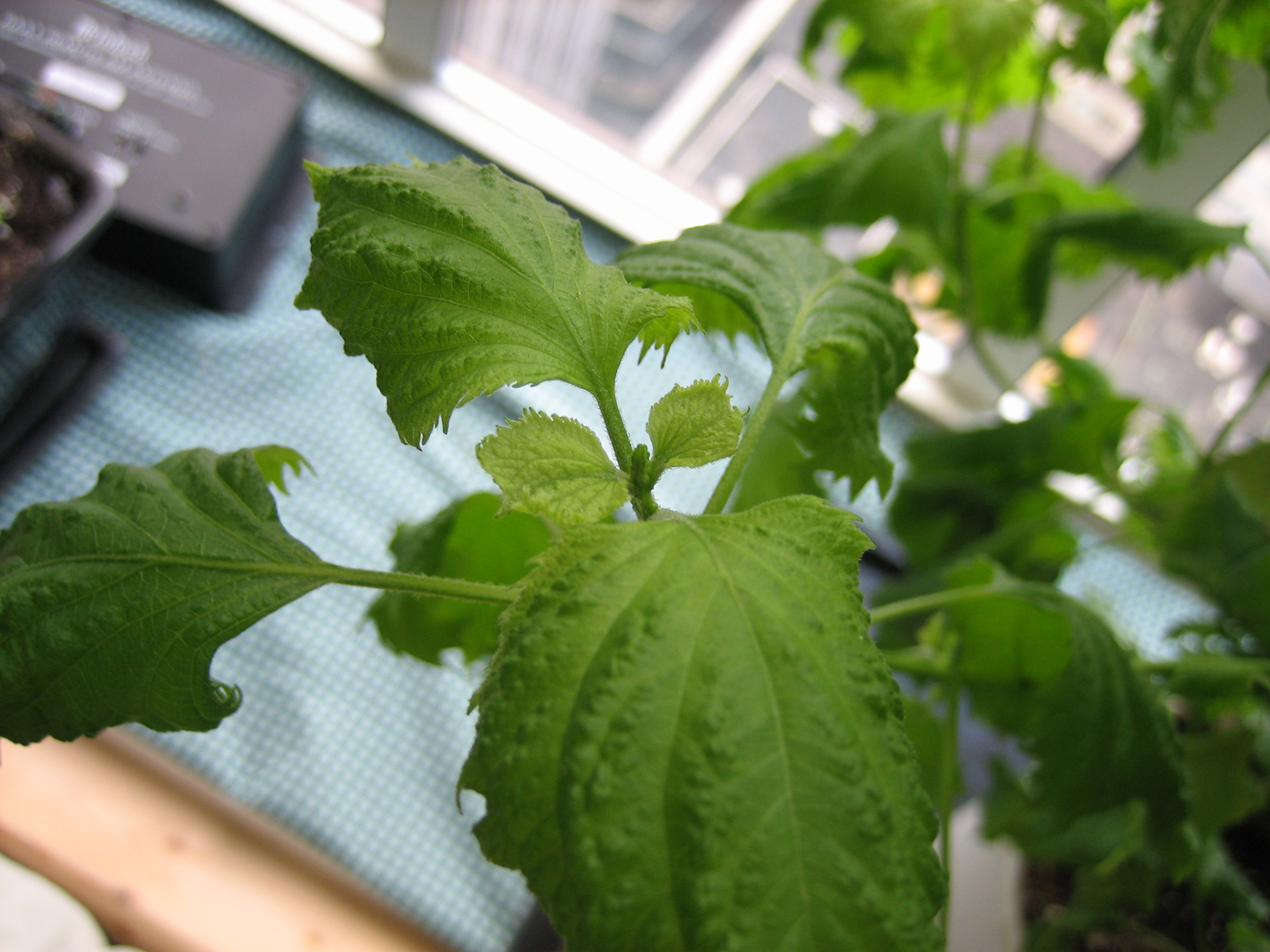
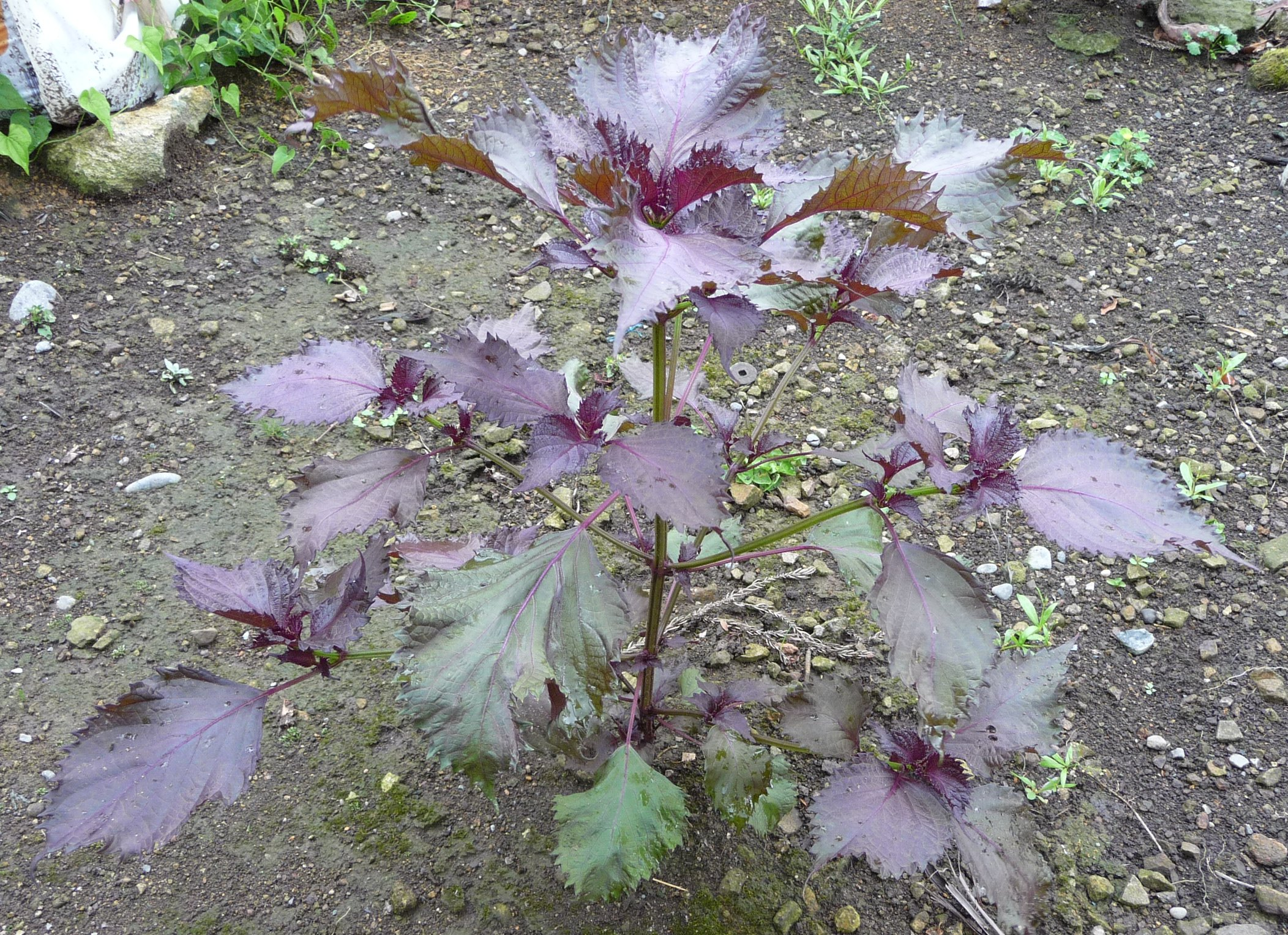
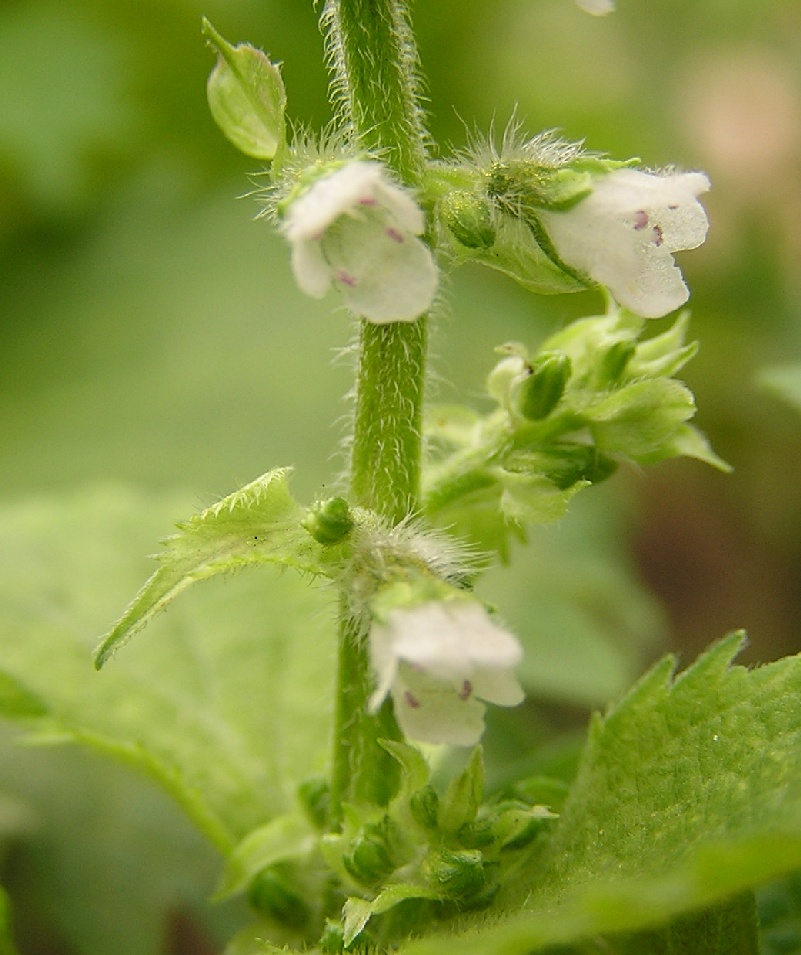